# Lobocleta consumtata
Lobocleta consumtata là một loài bướm đêm trong họ Geometridae.